# 지도자원리
지도자원리(指導者原理, 독일어: Führerprinzip 퓌러프린치프[ˈfyːʀɐpʀɪnˌtsiːp][*])는 나치 독일의 정부구조의 정치적 권위의 기초 기반으로 지칭되는 개념이다. 한 마디로 “지도자의 말씀이 모든 성문법에 우선한다”는 원리로 요약할 수 있다. 그리고 모든 정책, 결정, 기관은 이 원리의 구현을 위해 움직여야 한다.

## 어원
이 용어는 나치에 의해 만들어진 것이 아니며, 발트해의 독일 철학자인 헤르만 본 키저링가 처음으로 사용하였다.  '태생적으로 어느 특정한 개인들이 전체를 지도하도록 태어난다'는 원리이다.
이것은 사회진화론에 바탕을 둔 개념으로 지도자들의 계급구조를 각각 조직화하여 모든 지도자가 각 분야에서 절대적으로 책임을 지도록 하는 원리이다.  또한 모든 각각의 지도자는 바로 밑의 계급에서 절대적 순종을 받고, 그의 상관에게만 대답을 한다는 원리이다.  이러한 조직체계는 선악간의 구분을 하지 않고, 절대적 명령 복종과 충성을 요구한다.
최고의 존엄인 아돌프 히틀러는 신과 독일 국민에게만 대답을 한다. 이탈리아 철학자인 지오르지오 아감벤은 히틀러는 자기 자신에 대하여 '권위'가 성육신한 자, 또는 살아있는 법 또는 가장 지고한 법으로 보았다고 하였다.

## 같이 보기
- 전제 정치
- 카리스마
- 개인숭배
- 밀그램 실험
- 최고 지도자